# León María Lozano
León María Lozano (Tuluá, 1898-Pereira, 10 de octubre de 1956), conocido por su alias "El Cóndor",o El Rey de los Pájaros, fue un campesino colombiano, adepto al Partido Conservador. Fundador y líder del grupo paramilitar conservador conocido por la prensa de la época como Los Pájaros, quienes operaban en el Valle del Cauca en la época de La Violencia de los años 1950, siendo responsable alrededor de 4.000 asesinatos de liberales.  

## Biografía
Nació en Tuluá (Valle del Cauca) y fue hijo de un ex contador de ferrocarriles, fue mensajero en su adolescencia, y dueño de un puesto de quesos en su juventud. 

### Actividades paramilitares
El 9 de abril de 1948 junto con tres hombres evitó la destrucción de un colegio religioso, usando un taco de dinamitas para detener la turba. Sus actividades como líder conservador se desarrollaron principalmente en Tuluá y municipios aledaños del centro del Valle del Cauca, hasta 1950 fue el líder clandestino de la organización paramilitar Los Pájaros ya que en un ataque en Riofrío (Valle del Cauca) se autodenominó jefe de Los Pájaros, León María ordenaba los asesinatos desde el Happy Bar de Tuluá.
Los Pájaros quisieron acabar con los miembros del Partido Liberal ejecutando asesinatos selectivos, masacres y asaltos carcelarios por lo cual los liberales respondiendo conformando cuadrillas de autodefensa.
El 24 de mayo de 1952 fue expulsado de Tuluá de donde salió con sus 2 hijas, y se le abrió un proceso judicial por la muerte del juez Gerardo Carvajal Triviño el 12 de agosto de 1952 en Yotoco (Valle del Cauca) y liberado por el general Gustavo Rojas Pinilla (con quien tuvo encuentros, y apoyó al Ejército Nacional) en julio de 1953 de la cárcel de Buga (Valle del Cauca) donde solo estuvo 5 días también sufrió dos atentados en Tuluá.
Un falso anuncio de su muerte generó una fiesta tras la cual Los Pájaros asesinan a 200 personas. En 1955, 9 ciudadanos denuncian a León María Lozano con una carta enviada al gobierno de Gustavo Rojas Pinilla cuales solo uno sobrevivió.  Donó una estatua de San José  a la iglesia salesiana de Tuluá donde reposan sus restos tras ser enterrado en Pereira.

### Reconocimientos
Recibió la Cruz de Boyacá de parte del presidente Gustavo Rojas Pinilla.

### Familia
Se casó con Agripina Salgado, quien cuidó de sus 2 hijas (Violet y Nancy) extramatrimoniales con María Luisa de la Espada que fueron desterradas de Tuluá cuando León María murió.

## Muerte
Fue asesinado en Pereira por Simón Torrente (hijo de una de sus víctimas) el 10 de octubre de 1956.

## En la cultura popular
"El Cóndor" fue llevado a la posteridad en la novela Cóndores no entierran todos los días, del escritor vallecaucano Gustavo Álvarez Gardeazabal, en 1972, y en la adaptación al cine de la novela, interpretado por el actor Frank Ramírez, en la película homónima de 1984.

## Filmografía
- Cóndores no entierran todos los días (1984) dirigida por Francisco Norden.[21]